# Kōji Takano
Kōji Takano (高野 光司 Takano Koji?, nacido el 23 de diciembre de 1992 en Tokio) es un exfutbolista japonés. Jugaba de centrocampista y su último club fue el Kagoshima United FC de Japón.

## Trayectoria

### Clubes
| Club                | País  | Año         |
| ------------------- | ----- | ----------- |
| Tokyo Verdy         | Japón | 2011        |
| Giravanz Kitakyushu | Japón | 2012        |
| FC Machida Zelvia   | Japón | 2013        |
| Azul Claro Numazu   | Japón | 2014        |
| Kagoshima United FC | Japón | 2015 - 2016 |

## Estadística de carrera

### J. League
| Club                | Año   | J. League | J. League | Copa J. League | Copa J. League | Total | Total |
| Club                | Año   | Part.     | Goles     | Part.          | Goles          | Part. | Goles |
| ------------------- | ----- | --------- | --------- | -------------- | -------------- | ----- | ----- |
| Tokyo Verdy         | 2011  | 0         | 0         | -              | -              | 0     | 0     |
| Giravanz Kitakyushu | 2012  | 2         | 0         | -              | -              | 2     | 0     |
| Kagoshima United FC | 2016  | 7         | 0         | -              | -              | 7     | 0     |
| Total               | Total | 9         | 0         | 0              | 0              | 9     | 0     |